# The Voice of the Child
The Voice of the Child è un cortometraggio muto del 1911 diretto da D.W. Griffith.

## Trama
Convinta che il marito la tradisca, una moglie trascurata progetta di andarsene e di lasciarlo. Ma il pianto della loro bambina la fa ricredere e ritornare sui suoi passi.

## Produzione
Il film fu prodotto dalla Biograph Company. Venne girato a Fort Lee, New Jersey.

## Distribuzione
Distribuito dalla General Film Company, il film - un cortometraggio di una bobina - uscì nelle sale cinematografiche statunitensi il 28 dicembre 1911.